# Ductiliteit

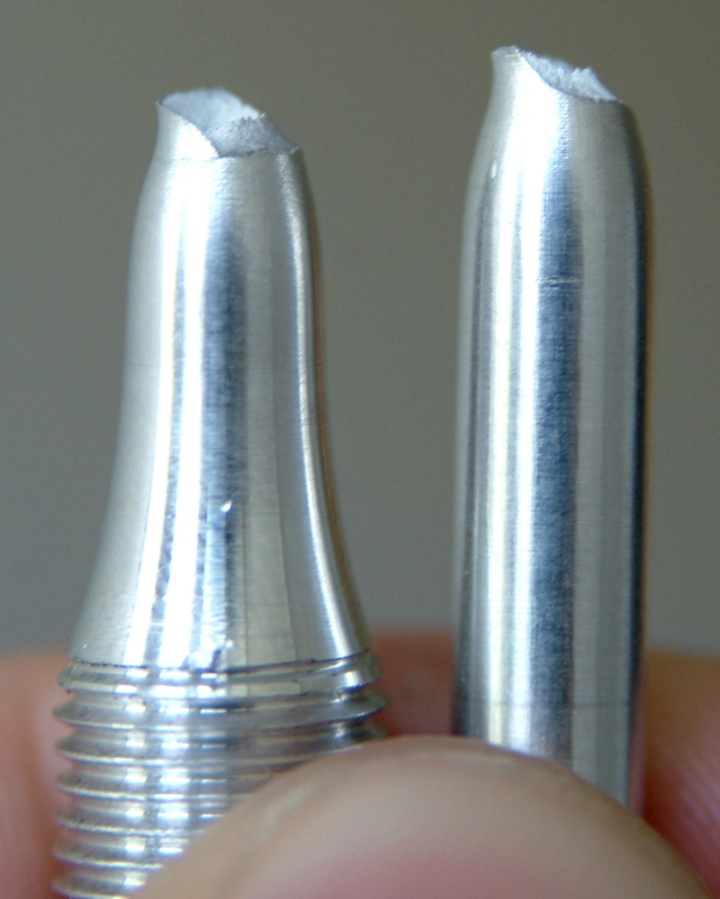
Breuk van een ductiele aluminiumlegering

Ductiliteit of vervormbaarheid is de mate waarin een materiaal plastische vervorming als gevolg van een trekspanning toelaat. Men noemt een materiaal ductiel als het zich goed leent tot bewerkingen als walsen, dieptrekken en smeden. Het is dan taai, maar doorgaans eerder zacht. Hardere materialen zullen eerder bros gedrag vertonen of scheuren en barsten vormen bij deze bewerkingen.
Kneedbaarheid of smeedbaarheid (Engels: malleability) is in principle hetzelfde als ductiliteit, maar dan voor een inwaartse drukspanning. Het geeft de mate aan waarin een materiaal plastische vervorming als gevolg van een drukspanning toelaat. Dit is een belangrijk begrip in bewerkingen met bewegingen als smeden, kneden en pletten.

## Ductiele breuk
Een ductiele breuk is een benaming voor een breuk, waarbij voorafgaand aan de breuk eerst het materiaal plastisch in grote mate is uitgerekt. Hierdoor ontstaat een oneffen breukvlak, vaak gepositioneerd in een hoek van 45° ten opzichte van de trekspanning-as. Het oneffen breukvlak is beter bekend als glijdbreuk, wat typisch is voor ductiele en taaie materialen. De hoek van het breukvlak is afhankelijk van de materiaaldikte. Schuifspanningen spelen een belangrijke rol in het bezwijkgedrag van ductiele metalen. M.b.v. de cirkel van Mohr kan men eenvoudig aantonen dat de maximale schuifspanning inderdaad optreedt onder een hoek van 45° met de belastingsrichting. Wanneer een dunne plaat van zacht staal heel fijn gepolijst wordt en vervolgens onderworpen aan een trekproef, dan ziet men tijdens het vloeien een patroon van heel fijne lijnen, allemaal onder een hoek van ongeveer 45° met de trekrichting. Deze lijnen werden voor het eerst geobserveerd door Lüder in 1854 en worden de Lüder-lijnen genoemd.

Op een spanning-rekdiagram is de ductiliteit te bepalen met de hoeveelheid plastische rek voor een breuk, dus de rek na de vloeigrens. In principe kan een materiaal daarom ook ductiel zijn, veel plastische rek aankunnen, maar bij een lage spanning al breken.

Ductiliteit in een spanning-rekdiagram
Spanning-rekdiagram van in het blauw een ductiel materiaal en in het rood een bros materiaal. De oppervlakte onder de curve geeft de energie dat het materiaal kan opnemen en dus de taaiheid aan. De hoeveelheid plastische rek die een materiaal kan ondergaan zonder te breken geeft de brosheid of ductiliteit aan.
Spanning-rekdiagram van drie (bijna even) ductiele materialen met elk een andere mate van taaiheid, oftewel oppervlakte onder de curve.

## Ductiliteit als materiaaleigenschap
Ductiliteit moet niet worden verward met taaiheid, wat een maat is van de hoeveelheid energie een materiaal kan absorberen voor breuk. Een ductiel materiaal dat veel plastische rek vertoont voor breuk bij een lage spanning, zal een klein oppervlakte onder de curve hebben en dus wel ductiel, maar niet taai zijn. Hetzelfde geldt voor een bros materiaal met een grote sterkte (hoge vloeigrens). Deze kan bij een minimale plastische vervorming (rek), toch veel spanningsenergie absorberen en zal een groot oppervlakte onder de curve als resultaat hebben, dus redelijk taai maar niet ductiel zijn. Met bros wordt in dit voorbeeld het tegenovergestelde van ductiel bedoeld. Het tegenovergestelde van taai heet echter ook bros, wat soms voor verwarring kan zorgen.

## Kristalstructuur effecten
Materialen met een kristalstructuur die kubisch vlakgecentreerd is (gamma-fase), zoals austeniet, zijn meer ductiel dan materialen met een kristalstructuur die kubisch ruimtelijk gecentreerd is (alfa-fase of delta-fase), zoals ferriet. Legerings-elementen kunnen de ductiliteit van een materiaal verbeteren, doorgaans ten koste van hardheid, zoals nikkel in staal, of de hardheid verhogen, doorgaans ten koste van ductiliteit, zoals koolstof of chroom in staal.

Ductiliteit in materialen
Verschillende vormen van breuk bij trek: (a) bros, (b) meer ductiel en (c) geheel ductiel.
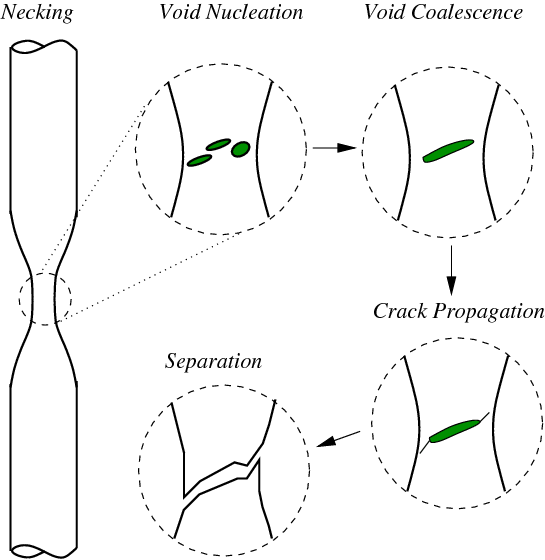
Schematische weergave van het tijdsbeloop in een ductiele breuk (in pure trekspanning).
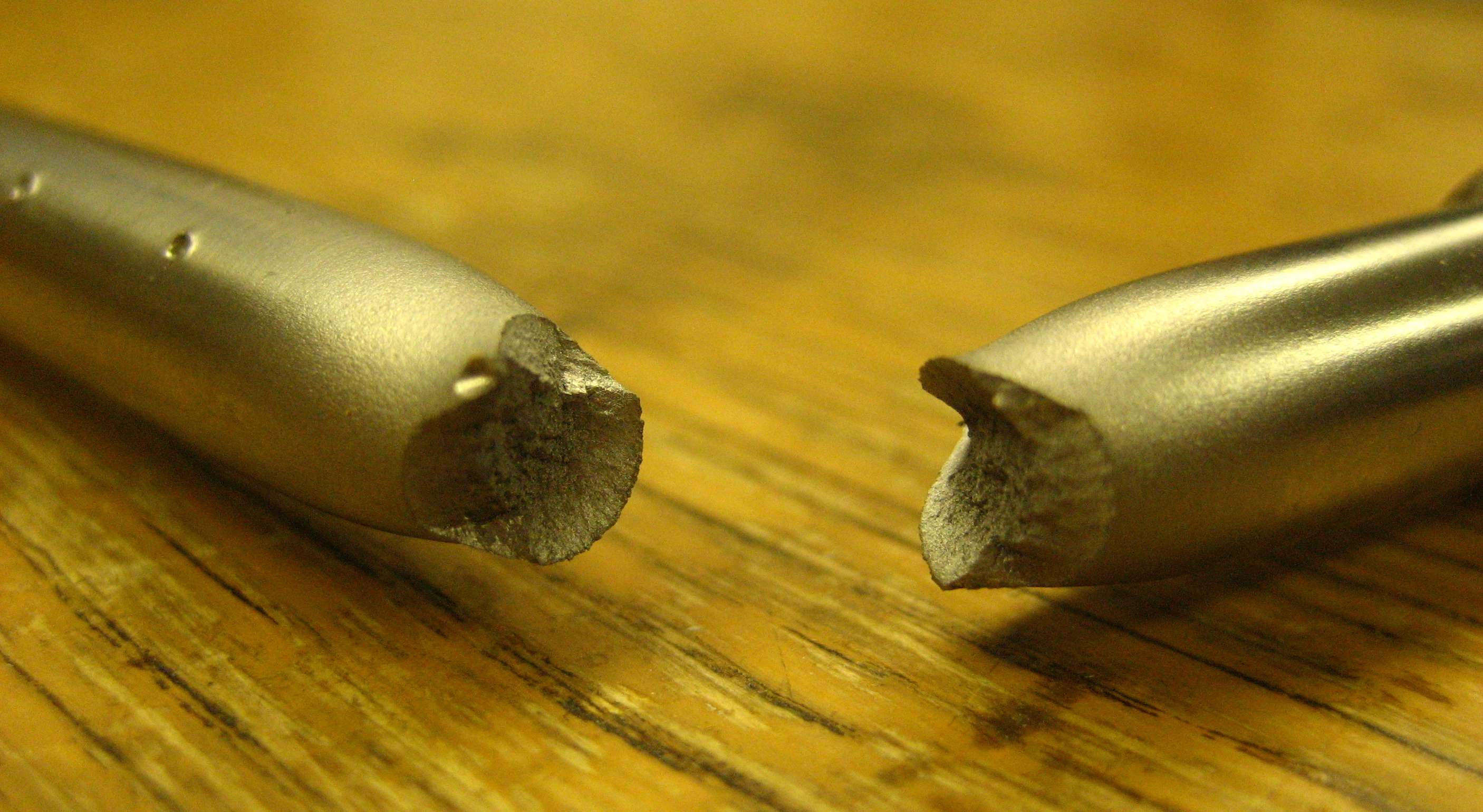
Ductiel breukvlak van een metaal
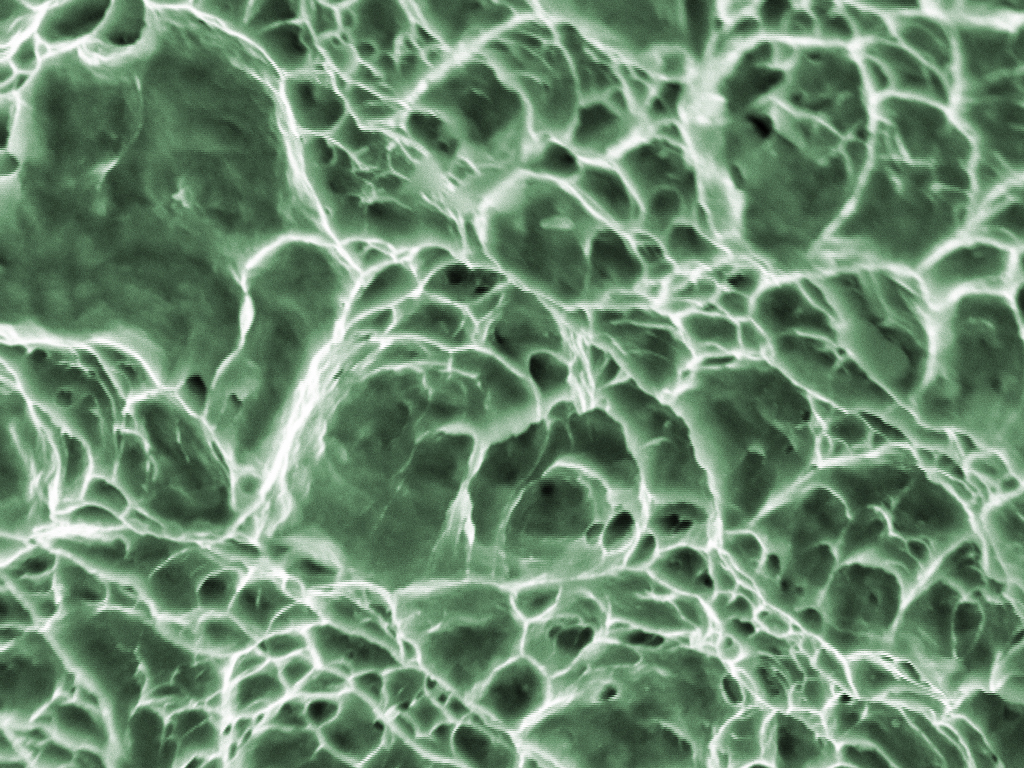
Glijdbreuk, een typische breukvlak voor ductiele breuk. Dit is in 6061 aluminium afbeelding gemaakt met een rasterelektronenmicroscoop (SEM).
- Glijdbreuk in staal.